# Snakedance
Snakedance (Baile de serpiente) es el segundo serial de la 20.ª temporada de la serie británica de ciencia ficción Doctor Who, emitido originalmente en cuatro episodios, dos por semana, del 18 al 26 de enero de 1983.

## Argumento
La llegada de la TARDIS a Manussa, antiguo hogar de los imperios Manusano y Sumarano, provoca a Tegan pesadillas, en las que sueña con una cueva con la entrada en forma de boca de serpiente. Es evidente para el Quinto Doctor que la Mara se está reinstalando en su mente después de poseerla cuando estuvieron en el planeta Kinda de Deva Loka (Kinda). Intenta calmarla llevándolas a Nyssa y ella en busca de la cueva pero Tegan tiene demasiado miedo de entrar cuando la encuentran, y sale corriendo. Sola y confundida, Tegan cae una vez más bajo el control de la Mara, deleitándose en el horror y la destrucción, y el emblema de la serpiente vuelve a aparecer en su brazo.
Manussa está en las garras de un festival de celebración del destierro de la Mara de la civilización quinientos años antes. En ausencia del Federator, que gobierna la Federación de tres planetas, su indolente hijo Lon tendrá un papel importante en la celebración, apoyado por su madre, la Dama Tanha, y el arqueólogo Ambril, que es un experto en el período Sumarano. . Lon está intrigado con la idea de que la Mara algún día podría regresar como se profetizó, pero Ambril no está convencida y cree que esa conversación es producto de chiflados. Cuando el Doctor trata de que Ambril tome en serio la amenaza, él también es despedido como rebelde, aunque el joven comisario adjunto Chela es más comprensivo y le da al Doctor un pequeño cristal azul llamado Pequeño Ojo Mental, que es utilizado por los Serpientes de Danza, un culto místico, en sus ceremonias para repeler a la Mara. El Doctor se da cuenta de que el pequeño cristal y su gran contraparte, el Gran Ojo de la Mente, se pueden usar como puntos focales para la energía mental y pueden convertir el pensamiento en materia. Esto, él determina, es cómo la Mara se transferirá de la mente de Tegan a la existencia corpórea. Se da cuenta de que los manussanos debieron haber sido una vez personas muy avanzadas que podían utilizar la ingeniería molecular en un entorno de gravedad cero. Crearon el Gran Ojo de la Mente sin darse cuenta de todo su potencial, y el cristal sacó de sus mentes el miedo, el odio y el mal, lo amplificó y se lo devolvió. Así, la Mara nació en Manussa y comenzó el reinado del Imperio Sumarano.
Mientras tanto, Tegan hace contacto con Lon y le pasa la marca de serpiente del Mara también. Visitan la cueva del sueño de Tegan, que contiene un patrón de pared, que podría acomodar el Gran Cristal. Lon es enviada de regreso al Palacio mientras causa más estragos y toma el control de un showman, Dugdale, quien es utilizado para su placer. Mientras tanto, Lon se cubre el brazo y trata de persuadir a Ambril para que use el verdadero Gran cristal en la ceremonia, colocándolo en una posición en una pared tallada que evidentemente le permitirá a la Mara regresar como predijo el Doctor. Para convencerlo de que obedezca, a Ambril se le muestra una cueva secreta de los tesoros arqueológicos de Sumaran y advierte que todos serán destruidos si no lo ayuda.
El Doctor y Nyssa han sido ayudados por Chela, quien comparte con ellos el diario de Dojjen, un snakedancer que fue el predecesor de Ambril. Los tres se aventuran al Palacio para convencer a las autoridades de que hagan algo con respecto a la situación, pero pronto ve que Lon está bajo las garras de la Mara y está orquestando una situación muy peligrosa. Los tres escapan y el Doctor ahora usa el Pequeño Ojo Mental para comunicarse con Dojjen, que vive en dunas arenosas más allá de la ciudad. Se aventuran allí y el Doctor se comunica con Dojjen al abrir su mente después de ser mordido por una serpiente venenosa. El sabio y viejo snakedancer le dice que la Mara solo puede ser derrotada al encontrar un punto fijo en la mente. Los tres regresan a la ciudad para evitar la ceremonia de derrotar a la Mara usando el verdadero Gran Cristal. Las festividades están ahora en su apogeo, con una procesión que culmina en una ceremonia en la cueva. Lon desempeña el papel de su antecesor Federator en el rechazo de la Mara. Después de una serie de desafíos verbales, se apodera del verdadero Gran Cristal y lo coloca en el lugar apropiado en la pared. Tegan y Dugdale llegan y ella muestra la marca Mara en su brazo, que ahora se está volviendo carne habiéndose alimentado del miedo en la mente de Dugdale. Con el cristal en su lugar, la Mara puede crearse en la cueva, convirtiéndose en una enorme y mortal serpiente. Sin embargo, el Doctor llega a tiempo y se niega a mirar a la serpiente o reconocer su maldad, confiando en cambio en el lugar inmóvil que encuentra a través de la comunicación mental con Dojjen a través del Ojo Mente. Esta resistencia interrumpe la manifestación de la Mara y sus tres esclavos son liberados mientras que la serpiente muere y se pudre. El doctor consuela a un Tegan angustiado, seguro de que la Mara finalmente ha sido destruida.

### Continuidad
Todas las historias de la 20.ª temporada vieron un enfrentamiento entre el Doctor y un enemigo del pasado. Para esta historia, el enemigo fue la Mara, que apareció en el serial de la anterior temporada Kinda (1982).

## Producción
| Episodio          | Fecha de emisión    | Duración | Espectadores en millones | Estado en el archivo  |
| ----------------- | ------------------- | -------- | ------------------------ | --------------------- |
| Episodio 1        | 18 de enero de 1983 | 24:26    | 6,7                      | Cinta original en PAL |
| Episodio 2        | 19 de enero de 1983 | 24:35    | 7,7                      | Cinta original en PAL |
| Episodio 3        | 25 de enero de 1983 | 24:29    | 6,6                      | Cinta original en PAL |
| Episodio 4        | 26 de enero de 1983 | 24:29    | 7,4                      | Cinta original en PAL |
| [ 1 ] [ 2 ] [ 3 ] |                     |          |                          |                       |

El éxito de Kinda y de esta historia animaron al editor de guiones Eric Saward a contratar a Bailey para escribir una tercera y última historia en la que apareciera la Mara: May Time. Sin embargo, esa historia se abandonó por problemas de producción. En la postproducción, el episodio cuatro de esta historia se pasó gravemente de tiempo. Así, hubo que reestructurarlo por completo. Originalmente, se dejaba abierta la puerta para una tercera aventura con la Mara, con una escena final hablando sobre el posible destino del Gran Cristal. Además, una secuencia en la que el Doctor consuela a Tegan tuvo que ser retirada. Esa escena se reincorporó al principio del siguiente serial, Mawdryn Undead (1983).